# Kurt Benning
Kurt Benning (* 31. Januar 1945 in Pleystein/Oberpfalz; † 24. März 2017 in München) war ein deutscher Zeichner, Fotograf und Maler.

## Leben
Kurt Benning absolvierte von 1961 bis 1964 eine Uhrmacherlehre in Stuttgart. Von 1965 bis 1969 studierte er an der Akademie der Bildenden Künste München, unter anderem bei Karl Fred Dahmen. 1969/1970 war er mit einem DAAD-Stipendium an der Central School of Art London, 1972/1973 mit einem British Council-Scholarship am Royal College of Art London. Von 1971 bis 1975 arbeitete Benning als Grafiker und Fotograf am Goethe-Institut London. Er lebte und arbeitete in München und Gunderding/Niederbayern. Am 24. März 2017 verstarb er nach langer Krankheit in München.

## Werk
Benning verwendete die unterschiedlichsten Medien. Fotografie und Film dienten ihm dabei zur Aufzeichnung von Zeitabläufen und Spuren, die die Zeit geschaffen hat. Davon ausgehend entstand in den 1970er und 80er Jahren prozesshafte Malerei, z. B. Kreise, die auf der am Boden liegenden Leinwand gezogen wurden, und skulpturale Installationen, z. B. aus Seilen. Geometrische Grundformen wie Kreis und Quadrat führten auch zu Steinskulpturen. Neben den Fotos von zufällig gefundenen Dingen, die wie Skulpturen oder Eingriffe in die Natur im Sinne der Land Art erinnern, entstanden Porträtfotos von bekannten Menschen wie Michael Hamburger, Freunden und flüchtigen Bekanntschaften. Die Zeichnungen der 1960er bis 1980er Jahre zeigen traum- und albtraumhafte Landschaften und Situationen. Danach entstanden auch in diesem Medium vor allem prozesshafte Werke („Belgrader Zeichnungen“). Fasziniert war Benning von den Spuren, die Menschen hinterlassen, seien es Dinge, die sie bearbeitet haben oder das Leben, das sich in Hinterlassenschaften dokumentiert („Hinterlassenschaft“, u. a. 2009 im Kölner Kolumba Museum ausgestellt und „Burgtreswitzmensch“ 2016/17 ebenda ausgestellt).
In den Jahren 1980, 1982 und 1983 hat Kurt Benning in der Galerie am Promenadeplatz und in der Galerie Heinz Herzer in München ausgestellt.  Im Jahr 1983 war Kurt Benning auf der Gruppenausstellung Aktuell 83 in München vertreten.
Ab Mitte der 1990er Jahre begann Benning (anfänglich zusammen mit Hermann Kleinknecht) das Projekt „Videoporträts“. Das Konzept bestand darin, Menschen aus allen sozialen Klassen, unterschiedlichsten Berufsgruppen und jeden Alters filmisch zu porträtieren, um ein möglichst vielschichtiges Bild unserer Gesellschaft anhand von Einzelpersonen zu erhalten, die sich jeweils in Form eines einstündigen Monologs äußern. Die stetig wachsende Sammlung dieser Porträts verstand sich als work in progress. Eine Auswahl war 2016/17 ebenfalls in Kolumba ausgestellt. In den mehr als 100 fertiggestellten Porträts finden sich unter anderen: Walter Kempowski, Vlado Kristl, Martin Sperr, Gottfried Knapp, Hartmut Riederer, Sigi Zimmerschied, Rüdiger Schöttle oder Tian Harlan.
Seit 2011 war ein weiteres, gleichfalls fortlaufendes Videoprojekt mit dem Titel „Betrachtungen“ in Arbeit. Es handelt sich dabei um  Aneinanderreihungen unterschiedlichster, jeweils etwa zehnminütiger, meist mit unbewegter Kamera aufgenommener Sequenzen aus Alltagssituationen oder Naturbetrachtungen.
Die Mitarbeit an Kurt Bennings Videoprojekten, Computersimulationen und Animationen, sowie die digitale Aufbereitung und Archivierung älterer Arbeiten übernahm der Münchner Kommunikationsdesigner Wolfgang Seiss ab 1994.
Noch als Akademiestudent, 1967, initiierte Benning eine Plakataktion „Rettet Münchens Fassaden“, die später dank des Engagements junger Studenten der Kunstgeschichte an der Münchner Ludwig-Maximilians-Universität zum Fassadenpreis der Landeshauptstadt München und einem vertieften Interesse am kulturellen Bauerbe führte. „Kurt Benning fühlte als einer der ersten den Verlust, den jeder Abbruch, jeder Kahlschlag bewirkte. Verluste wurden sein Metier. [...] Er wollte dem sogenannten Fortschritt die Maske der Notwendigkeit, heute meist ‚Alternativlosigkeit‘ genannt abreißen und wurde zum Lebenslangen Spurensicherer: Kunst als Anthropologie und Selbsterforschung, wie es der Kunsthistoriker Günter Metken formulierte.“ 2017 erschien hierzu die Publikation Stadien des Zerfalls.
Am 17. Oktober 2018 vollendete die Stiftung Kurt Benning das letzte und größte Werk des Künstlers, die Skulptur Kubus, die auf 1800 m Höhe oberhalb des Schwarzwassertals in Tirol am Fuße des Bockkars und in der Nähe des Jubiläumswegs aufgestellt wurde.

## Auszeichnungen
- 1980: Förderung der Johannes Eichner und Gabriele Münter-Stiftung
- 1982: Förderpreis der Stadt München für Malerei
- 1984: Staatlicher Förderpreis im Bereich Bildende Kunst, München
- 1986: Stipendienaufenthalt im Künstlerhaus Villa Waldberta, Feldafing
- 1994: Stipendium der Budapest Galeria, Budapest.

## Werke in öffentlichen Sammlungen
- Kolumba, Köln
- Victoria and Albert Museum, London
- Arts Council of Great Britain, London
- Städtische Galerie im Lenbachhaus, München
- Staatliche Graphische Sammlung, München
- Bibliothèque nationale de France, Paris
- Universität Regensburg (Steinskulptur)
- Universität Passau (Steinskulptur)
- Fachhochschule Rosenheim (Wandmalerei)